# Ponderosa Park
Ponderosa Park – jednostka osadnicza w Stanach Zjednoczonych, w stanie Kolorado, w hrabstwie Elbert.